# Mónica Martínez
Mónica Martínez Pascual (Madrid, 16 de abril de 1975) es una modelo, periodista y presentadora española.

## Biografía
Es graduada en Periodismo por la Universidad Carlos III de Madrid y en Comunicación Audiovisual por la Universidad Complutense de Madrid.
Comenzó su carrera profesional como modelo siendo aun menor de edad, viajando a Tokio y Osaka, en Japón. Con base en esa experiencia de vida publicó en 2007 el libro El Revés de la Moda. La Aventura de una Modelo en Japón.
Debutó en televisión en 1991, como presentadora del espacio juvenil La quinta marcha de Telecinco. En 1999, fue presentadora del Telecupón en esa misma cadena. En 2000 copresentó, con Ramón García, de la séptima temporada del programa ¿Qué apostamos? de TVE. 
En la temporada 2001-2002, fue contratada por Antena 3, para presentar con Mar Saura y Manu Carreño, El Show de los Récords. En el verano de 2002, condujo en la misma cadena, el concurso Hoy es tu Día, junto a Alonso Caparrós', . 
La siguiente temporada, también en Antena 3, presentó los especiales, La Noche Más Wapa/Sexy de la Publicidad, con Mar Saura, y El Gran Test, con Manu Carreño, dedicado a las relaciones amorosas.
En 2003 condujo en Antena 3 con Jaime Cantizano Diario de una Boda, programa sobre a los preparativos para el enlace Real del Príncipe Felipe y Letizia Ortiz.  Luego fue contratada por Real Madrid TV, donde presentó durante año y medio el informativo de deportes en el canal del equipo blanco.
En 2006, regresó a Antena 3, y en compañía de Carlos Sobera, fue anfitriona del especial El Gran Test de la Conducción, dedicado a la entrada en vigor en España del carnet por puntos. También condujo el Talk-Show El Diario de Verano. y Territorio Champions. El 31 de diciembre, dio las campanadas de fin de año, desde la Puerta del Sol.
En 2007, siguió en el deportivo Territorio Champions. Y presentó varios especiales de Antena 3, los jueves noche: Vídeos por un Tubo, Ataka2, Una de Chistes y Locos por la Tele. En 2008, el canal local de Murcia 7RM la contrató para presentar En esta noche.
En julio de 2009, se hizo cargo de Tal Cual Verano de Antena 3, relevando a Cristina Lasvignes, que contrajo matrimonio. De septiembre de 2009 a febrero de 2010 presentó la sección de deportes de la segunda emisión de Antena 3 Noticias, al lado de Matías Prats.
Tras una pausa por la llegada de su segundo hijo, Mónica retomó su actividad a finales de 2011, como directora de la revista virtual de bodas Zankyou hasta 2013. Lo compaginó con colaboraciones en Muchoviaje.com o el Huffington Post.
En septiembre de 2013, regresó a televisión de la mano de Intereconomía, para presentar los deportes de las dos ediciones de los informativos de dicho canal, donde permaneció hasta final del año. 
En 2014 firmó con Mediaset España, como presentadora de Adán y Eva, programa de Cuatro, en el que un grupo de hombres y mujeres buscan pareja, totalmente desnudos.
En septiembre de 2015, tras el éxito de Adán y Eva, paso a conducir el debate posterior del late night, Pecadores en Cuatro, además de conducir la segunda temporada de Adán y Eva. 
El 21 de junio de 2016 se confirmó su vuelta a la televisión como copresentadora del programa de Telecinco, Hable con ellas.  y desde marzo de 2017 presentó Mujeres runners en Be Mad. 
Paralelamente fue directora de Runner's World Woman (la versión femenina de la revista Runner's World) de 2015 a 2017. 
En febrero de 2019 fichó como colaboradora del programa Cuatro al día. Y en mayo de 2023 estrenó el programa EnPhorma que dirigió y presentó  para Mediaset.
En septiembre de 2024, estrenó el programa Aquí se hace en Telemadrid,  y  se anunció que daría las Campanadas desde la Puerta del Sol para esa cadena autonómica, con Miguel Lago. 
Compagina la televisión con la de coach o mentora de comunicadores, para lo que estudió Programación Neurolíngüística y creó el "Método suéltale", título del libro que escribió en 2021, con consejos para hablar en público y ante las cámaras con naturalidad.

## Libros
- El revés de la moda. La aventura de una modelo en Japón (2007, Editorial Nostrum) ISBN 8496405508.
- Método suéltate. (2021, Alianza Editorial) ISBN 9788413441030. [15]

## Premios
- Premio Silvestre 2024, galardón que otorga anualmente la Agrupación Deportiva San Silvestre Vallecana desde 1991. Junto a ella fueron premiados la también periodista Mónica Martínez, Jordan Díaz, Luis Ángel Maté y Fran Garrigós. [16]